# Promontorium Agassiz
Il Promontorium Agassiz è una struttura geologica della superficie della Luna.